# Like Father Like Son
"Like Father Like Son" to pierwszy album Ky-Mani Marleya, syna sławnego piosenkarza reggae, Boba Marleya. Krążek ukazał się w 1996 roku. Album składa się z coverów kilku piosenek jego ojca.

## Lista utworów
1. Nice Time
2. War
3. Who The Cap Fit
4. Bad Card
5. Johnny Was
6. Soul Rebel
7. Africa Unite
8. Kinky Reggae
9. No Woman No Cry
10. So Jah Say
11. Small Axe